# Могила (Шуменська область)
Моги́ла (болг. Могила) — село в Шуменській області Болгарії. Входить до складу общини Каспичан.

## Населення
За даними перепису населення 2011 року у селі проживали 370 осіб, усі — болгари.
Розподіл населення за віком у 2011 році:
Динаміка населення: